# Cyle Larin
Cyle Larin (* 17. April 1995 in Brampton, Ontario) ist ein kanadischer Fußballspieler. Er steht beim spanischen Erstligisten RCD Mallorca unter Vertrag und ist A-Nationalspieler.

## Karriere

### Jugend
Larin stammt aus Brampton, Ontario und besuchte dort die St. Edmund Campion High School. Er war dreimal in Folge der erfolgreichste Torschütze in der Schulmannschaft. Schon während der Schulzeit besuchte er die private Fußballschule des kanadischen Klubs Sigma FC. In dieser Zeit trainierte er auch immer wieder, im Rahmen von Austauschprogrammen, bei verschiedenen europäischen Vereinen mit, wie z. B. Werder Bremen, Hertha BSC und VfL Wolfsburg in Deutschland oder auch bei KRC Genk und dem FC Brügge in Belgien.
2013 beendete er seine Ausbildung bei Sigma und wechselte an die University of Connecticut, wo er für die dortige College-Mannschaft Connecticut Huskies spielte. In seinem ersten Jahr erzielte er 14 Tore in 23 Spielen und war damit der sechsterfolgreichste Torschütze in der kompletten NCAA-Saison. Er wurde als einer besten Nachwuchsspieler ausgezeichnet. 2014 galt er als einer der besten Spieler im MLS SuperDraft. Er unterzeichnete aber keinen Generation Adidas mit der Major League Soccer vor dem Draft und war somit erst für den Draft 2015 gesetzt, für diesen galt er als zweitbester College-Spieler. Somit besuchte er ein weiteres Jahr die University of Connecticut und spielte in der Spielpause der College-Saison wieder für den Sigma FC. Die Mannschaft spielte zu diesem Zeitpunkt ihre erste Saison in der neugegründeten League1 Ontario und Larin erzielte hier vier Tore in fünf Spielen.
Am 8. Januar 2015 unterzeichnete Larin einen Generation Adidas Vertrag mit der MLS. Damit nahm er am MLS SuperDraft teil und entschied sich gegen Angebote aus Europa. Er wurde von Orlando City ausgewählt und ist damit der erste Kanadier, der in einem MLS Draft als erster Spieler ausgewählt wurde.

### Orlando City
Am 21. März 2015 gab er sein Debüt für Orlando City. Im Spiel gegen die Vancouver Whitecaps wurde er eingewechselt. Am 12. April 2015 erzielte er sein erstes Tor in der MLS.

### Weitere Vereine
2021 gewann Larin mit Beşiktaş das nationale Double bestehend aus Meisterschaft und Landespokal sowie in Folge den türkischer Supercup gegen den Pokalfinalisten.
Nach Ablauf seines Vertrages wechselte er im Juli 2022 zum belgischen Erstdivisionär FC Brügge, wo er einen Vertrag bis Sommer 2025 unterschrieb. Bis Ende Januar 2023 bestritt er 9 von 22 möglichen Ligaspielen, bei denen er ein Tor schoss, für den FC Brügge. Dazu kamen zwei Pokalspiele, ein Spiel in der Champions League und das gewonnene Spiel um den belgischen Supercup. Dann wurde er für den Rest der Saison mit anschließender Kaufoption an den spanischen Verein Real Valladolid ausgeliehen. Hier bestritt er 19 von 20 möglichen Ligaspielen für Valladolid, in denen er acht Tore schoss.
Zur Saison 2023/24 stieg der Verein in die zweite spanische Liga ab. Ende Juni 2023 machte Valladolid von seiner Kaufoption Gebrauch und schloss mit Larin einen Vertrag bis zum Ende der Saison 2024/25 ab. Allerdings transferierte Valladolid nur 1 Monat später Larin für 6 Millionen Euro mehr zurück in die erste spanische Liga zu RCD Mallorca.

## Nationalmannschaft
Vor seiner ersten Einladung zu einem Trainingslager der Kanadischen Fußballnationalmannschaft, absolvierte er kein Spiel für eine Jugendnationalmannschaft Kanadas. Aufgrund seiner Leistungen an der University of Connecticut wurde er von dem kanadischen Nationaltrainer Benito Floro im Januar 2014 zu einem Trainingslager der Nationalmannschaft in Florida eingeladen. Im Mai 2014 nahm Larin an einem weiteren Trainingslager teil. In Österreich fanden auch gleichzeitig zwei Freundschaftsspiele statt. Somit gab er sein Debüt am 23. Mai 2014 im Spiel gegen Bulgarien. Er wurde in der zweiten Halbzeit eingewechselt.
Am 5. Januar 2015 wurde er für die kanadische U-20-Auswahl nominiert. Mit der Mannschaft nahm er an der CONCACAF U-20-Meisterschaft 2015 in Jamaika teil. Sein Debüt für die Juniorenauswahl gab er am 10. Januar 2015 im ersten Gruppenspiel gegen Haiti.
Im März 2015 spielte er wieder für die A-Nationalmannschaft und erzielte im Freundschaftsspiel gegen Puerto Rico sein erstes Länderspieltor.
Er gehörte zum kanadischen Kader beim Gold-Cup 2015. Larin stand dort in allen drei Gruppenspielen auf dem Platz, nach denen Kanada als Gruppenletzter ausschied. Bei der Austragung 2017 spielte er nur im Viertelfinale, was gegen Jamaika verloren ging. Beim Gold-Cup 2019 bestritt er nur ein Gruppenspiel.
2021 stand er bei allen drei Gruppenspielen auf dem Platz. Am weiteren Turnier konnte er wegen einer Verletzung nicht mehr teilnehmen.
Auch bei der Weltmeisterschaft 2022 gehörte er zum kanadischen Kader. Erneut bestritt er alle drei Gruppenspiele. Danach schied Kanada als Gruppenletzter aus dem Turnier aus.

## Erfolge
- Türkischer Meister: 2020/21
- Gewinner türkischer Pokal: 2020/21
- Gewinner türkischer Supercup: 2021
- Gewinner belgischer Supercup: 2022 (FC Brügge)